# Bettotania flavostriata
Bettotania flavostriata är en insektsart som beskrevs av Willemse, F.M.H. 1963. Bettotania flavostriata ingår i släktet Bettotania och familjen gräshoppor. Inga underarter finns listade i Catalogue of Life.